# Johan Bernhard Johansson
Johan Bernhard Johansson (i riksdagen kallad Johansson i Fredrikslund), född 23 september 1877 i Torups församling, Hallands län, död där 4 september 1949, var en halländsk lantbrukare och högerpolitiker. Han var son till lantbrukaren och riksdagsmannen Johannes Bengtsson och dennes hustru Johanna Johansdotter.

## Politisk karriär
Johansson i Fredrikslund var nämndeman 1904 till 1936, häradsdomare 1913, ledamot av hushållningssällskapets förvaltningsutskott 1913 till 1937, vice ordförande 1925 till 1937.
Han blev ledamot av första kammaren under 1919 års lagtima riksdag som medlem av Nationella partiet för Hallands län fram till 1921. Han blev återigen 1922 ledamot av Första kammaren för valkretsen Kronobergs och Hallands län och kvarstod som sådan till sin död 1949. Johansson var under sin riksdagstid bland annat suppleant i andra lagutskottet, jordbruksutskottet samt medlem i statsutskottet.
Efter den konservativa valsegern 1928 blev Johansson som representant för den gamla lantmannahögern statsråd och chef för jordbruksdepartementet, dvs jordbruksminister. Han utmärkte sig där som kravställare på införandet av spannmålstullarna för att möta konkurrensen av jordbruksprodukter från utlandet. Efter regeringens avgång på grund av just spannmålstullarna återvände Johansson till riksdagsarbetet och partiarbetet inom Nationella partiet. Han blev 1934 ordförande i Första kammarens nationella parti efter Ernst Trygger. 1935 blev han ett kort tag högerns gruppledare i Första kammaren. Från den lagtima riksdagen 1940 fram 1945 hade han samma position i Första kammaren.
Johansson motionerade i riksdagen med 175 stycken motioner där han bland annat tog upp författningsfrågor, bland annat införandet av frågeinstitut samt krav på skärpning av krigsårens partiförbudslag. Han var under åren 1941 till 1949 även ordförande i det i riksdagens mäktiga statsutskottet där han spelade en mycket viktig roll i den svenska politiken under krigsåren.

## Några hedersuppdrag
Johansson var ordförande i Hallands skytteförbund 1926 till 1936 och ordförande i Hallands län skogsvårdsstyrelse 1934 till 1946. Han var också huvudman i Halmstads sparbank 1925. 1945 till 1949 var han ordförande i styrelsen för Allmänna brandförsäkringsverket för byggnader å landet.

## De två äktenskapen
Johansson i Fredrikslund gifte sig 1909 med Susanna Bengtsdotter Roberts, dotter till lantbrukaren Johannes Bengtsson och dennes hustru Anna Kristina Larsdotter. 1921 gifte sig han en andra gång med Ruth Lundgren som var dotter till garverifabrikören Daniel Lundgren och dennes hustru Hilda Constantia Nelsson.
Han hade två barn: Ingrid (född 1912) och Vanja (1921–2019).